# Le avventure di Dollie
Le avventure di Dollie (The Adventures of Dollie) è un cortometraggio muto del 1908 diretto da David W. Griffith e da G.W. Bitzer (quest'ultimo non viene accreditato come regista). Fu il debutto registico di Griffith.
Griffith, che veniva dal teatro, esordisce con questo film a fianco di G.W. Bitzer, cineasta attivo dal 1896, che aveva alle spalle una lunghissima teoria di cortometraggi come direttore della fotografia e che aveva anche firmato una mezza dozzina di pellicole da regista. Il nome di Bitzer, però, non compare tra i titoli. La sua carriera proseguirà fino al 1929, firmando la maggior parte dei film di Griffith come direttore della fotografia, talvolta a fianco di Arthur Marvin che firma anche questo film.
La parte della madre è interpretata dalla ventiquattrenne Linda Arvidson, moglie di Griffith, con cui il regista si era sposato nel 1906. L'attrice aveva al suo attivo già una decina di titoli. Il film vede l'esordio, nei panni di Dollie, della piccola Gladys Egan che, all'epoca, aveva tre anni. La bambina continuerà la carriera di attrice bambina fino al 1914, girando ben 105 pellicole.

## Trama
Dollie e i suoi genitori, in una giornata d'estate, cercano ristoro dal caldo vicino al fiume. Si avvicina uno zingaro accampato nella zona: vuole vendere ai nuovi venuti la sua mercanzia. Ma la mamma di Dollie non vuole niente. L'uomo aggredisce le due che sono salvate dell'intervento tempestivo del papà, accorso in loro soccorso. Lo zingaro giura vendetta e, poco dopo, approfittando di una disattenzione dei genitori, riesce a rapire Dollie. Le avventure per la bambina non sono finite: per sviare le ricerche su di lei, il rapitore la nasconde dentro a un barile che finisce, rotoloni, nel fiume: Dollie viene portata via dalla corrente, dritta verso una cascata. Ma si incaglia in un meandro del fiume e i suoi lamenti vengono sentiti da alcuni ragazzi che stanno pescando. Arrivano anche i genitori di Dollie che, con sorpresa, scoprono all'interno la loro figlioletta. Felici, la prendono in braccio per consolarla. Ma, forse, per Dollie, tutto è stato soltanto un'eccitante avventura.

## Produzione
Il cortometraggio, prodotto dalla American Mutoscope & Biograph, fu girato in esterni a Sound Beach, nel Connecticut: le riprese vennero effettuate il 18 e 19 giugno del 1908.

## Distribuzione
Distribuito dalla American Mutoscope & Biograph, il film uscì nelle sale americane il 14 luglio 1908. Copia del film (un positivo in 35 mm) viene conservata negli archivi della Library of Congress.
La copia del film ancora esistente è stata riedita in VHS e poi in DVD nel 2004 dalla casa di distribuzione Grapevine e, nel 2002, anche dalla Kino Video in DVD.

### Data di uscita
- Stati Uniti d'America: 14 luglio 1908 - The Adventures of Dollie
- Stati Uniti d'America: 19 dicembre 2002 DVD[3]

Altri titoli per la distribuzione all'estero:
- Germania: Dollys Abenteuer
- Francia: Les Aventures de Dollie (titolo televisivo)
- Italia: Le avventure di Dollie (titolo televisivo)

### Critica
Nel 1974, la critica parlava così del film: "Combinando la sua esperienza di commediografo con il suo modo di pensare da regista, Griffith concepì una tecnica di regia che gli sarebbe servita per il suo primo film e per la maggior parte degli altri suoi 400 film che avrebbe realizzato alla Biograph nel lustro seguente. Il metodo sviluppato dal regista fu quello di fondere un'azione con quella successiva, senza fermare o muovere la macchina da presa, un metodo che gli permetteva di introdurre nuovi attori, di mantenere fluido lo svolgersi dell'azione e di suggerire allo spettatore che stava per succedere qualcosa di nuovo nello svolgersi della storia..."